# بعوضة رسغاء
بعوضة رسغاء (الاسم العلمي: Culex tarsalis) هي نوع من الحشرات تتبع جنس البعوضة من الفصيلة البعوضيات.